# 小湊優香
小湊 優香（こみなと ゆうか、1994年〈平成6年〉10月28日 - ）は、日本のグラビアアイドル、イベントコンパニオン。
埼玉県出身。COA所属。愛称は「ゆうかまん」。

## 経歴
大学卒業後、化粧品会社のOLを経てイベントコンパニオンの活動を開始。東京ゲームショウやニコニコ超会議などのイベントに参加し、「日本一稼働するイベントコンパニオン」と呼ばれるようになる。
2020年からはグラビアモデルとして活動し、イメージビデオを3作リリース。『週刊プレイボーイ』（集英社）などの雑誌でグラビアを飾り、『SPA!』（扶桑社）の『グラビアン魂アワード2021上半期』では、みうらじゅん個別賞「正直かわいいで賞」とリリー・フランキー個別賞「なまめかしい美しさで賞」をダブル受賞した。
2022年は葉月美優・鈴木志歩と共に「muta racing fairies」としてSUPER GT300クラスのレースクイーンを務める。

## 人物
趣味はカラオケ、アニメ鑑賞、ゲーム、美容情報集め。好物はサツマイモ。

## 作品

### イメージDVD
- 優しい香り（2020年2月21日、竹書房）[6]
- 僕の彼女はエステティシャン（2020年5月22日、イーネット・フロンティア）[7]
- 艶彩 -ツヤイロ-（2020年11月20日、ラインコミュニケーションズ）[8]
- 潤愛（2024年6月26日、スパイスビジュアル）[9]
- サプライズ！（2025年3月21日、竹書房）[10]

## 出演

### イベント
- ニコニコ超会議2019「キリンビバレッジ」 - キリンメッツのPR[11]
- CUSCOカスタマイズフェア（2019年5月25日 - 26日・福島県郡山市 コクピットARAI） - 生くす子ちゃんとして参加[12]
- 東京ゲームショウ2019「Xperia」 - 試遊コーナーのアテンダント役[13]
- 東京モーターショー2019「FINE SINTER」 - 朝比奈果歩と共演[2]
- Gothrock Christmas 2020（2020年12月19日・上大岡アカフーパーク） - 沢すみれと共演[14]